# Komunistická strana (Srbsko)
 Komunistická strana - Josip Broz  (krátce  KP ) (srbsky v cyrilici Комунистичка партија v latince Komunistička partija) je opoziční mimoparlamentní komunistická politická strana v Srbsku. Byla založena na zakládajícím kongresu v Bělehradě 28. listopadu 2010 sjednocením dvou malých organizací, NKPS a Sociální-demokracie z Nového Sadu. Jejím předsedou je Josip Joška Broz, vnuk bývalého doživotního prezidenta SFRJ a SKJ Josipa Broze Tita, generálním tajemníkem je Nataša Radulović. Je to jediná komunistická strana v zemi, která dokázala získat 12 000 podpisů pro registraci. V čele strany je předseda a následujícím podle hierarchie je generální tajemník, stranu řídí ústřední výbor. Strana je rozdělena do výborů, jeden výbor má alespoň 5 členů, výbory řídí tajemníci výborů. Při straně existuje i mládežnická organizace, která se jmenuje Komunistická mládež Srbska. Členem KS se může stát každý plnoletý občan. Chcete sjednotit všechny levicových sil v silné organizace, která je schopna změnit současný systém v zemi. Strana má dobrý vztah s velvyslanci komunistických zemí a komunistických stran v zahraničí. Komunistická Strana je aktivní v prosazování za propuštění Kubánské pětice z amerického vězení. Ona je velmi aktivní již od svého založení v roce na území Srbska, ao něco méně z bývalých jugoslávských republik. Ve vztahu k českému politickému spektru je srbská KS blízká části KSČM. KS delegátů se zúčastnilo XV sjezdu KSRF. Čestný člen KS je Gennadij Zjuganov. V současné době není členem žádné mezinárodní organizace, plánuje požádat o členství ve Straně evropské levice. V posledních parlamentních volbách v roce 2012 získala 0,74 % hlasů.

## Předsedové
- Josip Joška Broz (od 2010)

## Volební výsledky

### Parlamentní volby
| Rok  | Počet hlasů | Hlasy v % | Mandáty pro stranu |
| ---- | ----------- | --------- | ------------------ |
| 2012 | 28 977      | 0,74      | 0                  |